# Wie ein Baum ohne Schatten
Wie ein Baum ohne Schatten  (Originaltitel: Miłośnica) ist ein Roman von Maria Nurowska. Er erschien erstmals 1998. Die deutschsprachige Übersetzung von Bettina Eberspächer erschien 2001.

## Inhalt
Die Autorin beginnt mithilfe von Tagebüchern, Zeitungsartikeln und Interviews eine Rekonstruktion des Lebens von Krystyna Skarbek, die im Zweiten Weltkrieg als Agentin für den britischen Geheimdienst gearbeitet hat. Zuerst wird ihr familiärer Hintergrund beleuchtet und es wird erwähnt, dass sie aus einer Familie stammt, die Halb-jüdisch ist und zur anderen Hälfte dem polnischen Landadel angehört.
Krystyna verbringt ihre Jugend auf dem Landgut Trzepnica. Diese Zeit ist von strenger Disziplin, aber auch durch die privilegierte Stellung ihrer Familie geprägt. Einen ersten Schock erlebt sie, als ihr Vater erkrankt und das Landgut verkaufen muss. Nach einer kurzen ersten Ehe geht heiratet sie Jerzy Giżycki, der kurz darauf auf eine Stelle in Afrika als Diplomat berufen wird und dem sie folgt. Dort erfährt sie vom Ausbruch des Zweiten Weltkriegs. Später lässt sie sich von Jerzy scheiden und fährt im Auftrag des britischen Geheimdienstes nach Budapest, wo sie über die Slowakei in das besetzte Polen komen möchte. Während ihrer Mission macht sie die Bekanntschaft mit Ledóchowski, dem sie auf der Wanderung näher kommt. Allerdings hat auch diese Beziehung keine Dauer. Nachdem sie den ersten Auftrag absolviert hatte, wurde Krystyna nach Kairo beordert.
Nurowska wendet nun ein, dass das Leben eines Geheimagenten nicht nur von ständiger Gefahr geprägt ist, sondern, dass der kurze Ruhm sehr vergänglich ist und vielen Helden danach ein tristes Leben folgt. Personen, die im Geheimdienst Karriere machen können, sind Bürokraten, die die Missionen der Agenten organisieren und koordinieren. Auch Krystyna war nach dem Ende des Krieges von diesem Schicksal betroffen, auch wenn sie in den Kriegsjahren Zugang zur britischen Oberschicht und zu elitären Londoner Clubs erworben hat.
Im Jahre 1952, ein Jahr, das politisch durch Krisen im Nahen Osten und dem Koreakrieg geprägt war, wird Krystyna, die sich in London Christine Granville nennt, tot aufgefunden. Ihr letzter Geliebter Dennis Muldowney wird der Tat beschuldigt und zum Tode verurteilt. Die Autorin zweifelt allerdings an der Todesursache und nimmt einen Suizid an. In ihrer Charakterstudie zu Krystyna bemerkt sie, dass es ihr schwergefallen ist, eine dauerhafte Beziehung einzugehen und dass sie am Krieg dadurch Gefallen gefunden hat, dass trotz des großen Leids Heldentaten möglich waren und soziale Unterschiede im Widerstand keine Rolle gespielt haben.

## Kritik
„Die faszinierende Annäherung an eine beeindruckende Frau.
Sie spielte mit den Männern – und mit ihrem Leben.“

## Ausgaben
- Maria Nurowska: Wie ein Baum ohne Schatten, S. Fischer Verlag 2001, Frankfurt am Main, ISBN 3-596-14877-4.